# 扎米扬·勒哈格瓦苏伦
扎米扬·勒哈格瓦苏伦（1912年3月16日—1982年5月13日），蒙古人民共和国军事政治领导人，蒙古人民军上将。蒙古人民共和国国防部长。曾被授予蒙古人民共和国英雄，1999年被评为“20世纪蒙古杰出军事领导人”。

## 生平
他出生于今布尔干省赛汗的一个军官家庭。有1个双胞胎兄弟、5个姐妹。
1925年至1927年是本县（蘇木）小学的第一届学生。1928年在蘇木政府当文书。1932年志援入伍，在蒙古人民军骑兵第15师服役，表现优异被提拔为军官。1935年加入蒙古人民革命党。1936年到1937年在军官训练班学习。1937年到1939年到莫斯科学习2年，回国成为上尉。1939年成为蒙古人民军副总司令，蒙古人民革命党中央委员，参加了哈勒欣河战役。1940年-1947年是国家小呼拉尔成员。1941年5月晋升集团军级指挥员军衔。1944年4月28日改授中将。1945年任苏蒙骑兵机械化集群副司令参加对日作战。1948年至1951年在伏龙芝军事学院学习。1951年成为國家大呼拉爾成员。1952年至1953年任蒙古综合军事学校校长。1953年至1956年任国防部副部长兼总参谋长。1956年任蒙古体育委员会主任、蒙古国家奥林匹克委员会首任主席。1956年任蒙古人民军事务部部长。1968年3月，人民军事务部改称国防部，继续任部长。1969年7月突然被政治局解除职务，任國家大呼拉爾副主席。1978年10月出任驻保加利亚、驻波兰大使。1982年3月退休。
2012年，蒙古國政府组织了其诞辰100周年纪念活动。